# 崇岗镇 (平罗县)
崇岗镇，是中华人民共和国宁夏回族自治区石嘴山市平罗县下辖的一个乡镇级行政单位。
自然环境半山半川。水稻种植面积5.4万亩。东接前进农场，南邻贺兰县洪广镇，西靠阿拉善左旗古拉本镇，北至大武口区长胜街道办事处。距平罗县城33公里，距大武口区15公里。

## 行政区划
崇岗镇下辖9个行政村、1个煤炭集中区、1个社区：
崇岗社区、北街社区、矿部社区、南街社区、崇岗村、崇富村、崇胜村、兰丰村、跃进村、镇朔村、下庙村、常青村和暖泉村。

## 历史
2003年2月22日崇岗乡、下庙乡、汝箕沟镇、大水沟镇四个乡镇合并组成崇岗镇。  